# Cho Kwang-rae
Cho Kwang-rae (ur. 19 marca 1954 w Chinju) – trener piłkarski i były południowokoreański piłkarz występujący na pozycji pomocnika. Selekcjoner reprezentacji Korei Południowej.

## Kariera klubowa
Cho karierę rozpoczynał w 1973 roku drużynie piłkarskiej z uczelni Yonsei University. W 1978 roku trafił do rezerw zespołu POSCO. W 1980 roku odszedł do Korean Loyalty, drużyny południowokoreańskiej armii. W 1982 roku przeszedł do Daewoo Royals. W 1983 roku wywalczył z nim wicemistrzostwo Korei Południowej, a w 1984 roku oraz w 1987 roku zdobył z klubem mistrzostwo Korei Południowej. W 1987 roku zakończył również karierę.

## Kariera reprezentacyjna
W reprezentacji Korei Południowej Cho zadebiutował w 1975 roku. W 1980 roku został powołany do kadry na Puchar Azji, podczas którego zajął z zespołem 2. miejsce. W 1986 roku wziął udział w Mistrzostwach Świata. Zagrał na nich w meczach z Argentyną (1:3), Bułgarią (1:1) oraz Włochami (2:3). Tamten turniej Korea Południowa zakończyła na fazie grupowej.
W latach 1975–1986 w drużynie narodowej Cho rozegrał w sumie 80 spotkania i zdobył 12 bramek.

## Kariera trenerska
Po zakończeniu kariery piłkarskiej Cho został trenerem. Jego pierwszym klubem Daewoo Royals, który prowadził w latach 1992–1994. W 1999 roku został szkoleniowcem zespołu Anyang LG Cheetahs. W 2000 roku zdobył z nim mistrzostwo Korei Południowej, a w 2001 roku wywalczył wicemistrzostwo Korei Południowej. W 2002 roku prowadzona przez niego drużyna dotarł do finału Azjatyckiej Ligi Mistrzów, jednak uległa ona tam ekipie Suwon Samsung Bluewings. W 2004 roku Anyang LG Cheeetahs przeniósł się z Anyang do Seulu i zmienił nazwę na FC Seul. Cho pracował tam przez jeden sezon.
W latach 2007–2010 był trenerem ekipy Gyeongnam. W 2008 roku dotarł z nią do finału Pucharu Korei Południowej, jednak Gyeongnam przegrał tam z Pohang Steelers. W 2010 roku objął stanowisko selekcjonera reprezentacji Korei Południowej. W 2011 roku wziął z nią udział w Pucharze Azji z którą zdobył brązowy medal.